# Гравиера
Гравиера (на гръцки: γραβιέρα) е вид твърдо овче или краве сирене, традиционно произвеждано в Гърция, най-вече на островите Крит и Наксос и в района на Тесалия.
Наподобява сиренето грюер и е твърдо, светло жълто на цвят, с естествена кора, която се изрязва. Вкусът му е мек и леко сладък, текстурата – плътна и понякога зърнеста. В някои видове се добавят до 20% козе мляко, а процесът на зреене трае най-малко 5 месеца в хладни помещения и периодично външно осоляване на тежащите 10 – 12 кг пити.
Единствената гръцка гравиера от краве мляко се произвежда на остров Наксос, зрее 90 дни и с е по-лек вкус от критската.
Гравиера е второто по популярност сирене в Гърция след фета. Съществуват няколко вида на това сирене, всяко от които се отличава с времето на узряване и вида мляко, от което се прави. Отграничават се видовете Гравиера Аграфон (Graviera Agrafon), Гравиера Критис (Graviera Kritis) и Гравиера Наксос (Graviera Naxou)
По стандарт за критската гравиера се използва мляко от свободно отглеждани овце в подножието на планинските региони. Сиренето съзрява не по малко от 5 месеца и има леко сладък вкус и карамелен аромат. Единствената гръцка гравиера от краве мляко се произвежда на остров Наксос, зрее 90 дни и с е по-лек вкус от критската. Гравиера Аграфон е твърдо сирене, произведено с пастьоризирано овче мляко, или от смес от овче и козе мляко. Прави се в населените места в близост до планината Аграфа в префектура Кардица в област Тесалия.